# Rende Calcio 1968 2018-2019
Questa voce raccoglie le informazioni riguardanti il Rende Calcio 1968 nelle competizioni ufficiali della stagione 2018-2019.

## Stagione
La stagione 2018-2019 è stata per il Rende la 7ª partecipazione alla terza serie del Campionato italiano di calcio.
La squadra ha effettuato il ritiro precampionato a Moccone, frazione di Spezzano della Sila, dal 15 luglio al 5 agosto 2018. La prima uscita del ritiro è stata il 18 luglio, nella gara contro la formazione Berretti, vinta per 7 a 0. Il secondo test è stato il 21 luglio, nella vittoria per 8 a 1 contro la rappresentativa di Casali del Manco. La terza amichevole è stata il 25 luglio, contro la formazione di Promozione dell'Aprigliano, conclusa con la terza vittoria, stavolta per 5 a 0.
Il debutto stagionale ufficiale è avvenuto il 29 luglio 2018, nella trasferta contro la Viterbese Castrense, nella gara valida per il primo turno eliminatorio della Coppa Italia, perdendo per 1 a 0.

## Divise e sponsor
Per la stagione 2018/2019 il Main Sponsor del Rende sarà la Calabra Maceri, mentre lo sponsor tecnico sarà Erreà.
| Casa | Trasferta | Terza divisa |

## Rosa
Rosa tratta dal sito ufficiale della società.
| N. |                      | Ruolo | Calciatore            |
| -- | -------------------- | ----- | --------------------- |
| 1  | Italia (bandiera)    | P     | Luca Savelloni        |
| 2  | Italia (bandiera)    | D     | Orlando Viteritti     |
| 3  | Italia (bandiera)    | D     | Rosario Maddaloni     |
| 4  | Italia (bandiera)    | C     | Daniele Cipolla       |
| 5  | Italia (bandiera)    | D     | Mattia Sanzone        |
| 6  | Italia (bandiera)    | D     | Alessandro Minelli    |
| 7  | Italia (bandiera)    | A     | Denny Gigliotti       |
| 9  | Italia (bandiera)    | A     | Giovanni Ricciardo    |
| 10 | Argentina (bandiera) | A     | Gustavo Actis Goretta |
| 11 | Italia (bandiera)    | C     | Riccardo Rossini      |
| 13 | Italia (bandiera)    | D     | Gabriele Germinio     |
| 14 | Italia (bandiera)    | D     | Alex Coppola          |

| N. |                    | Ruolo | Calciatore          |
| -- | ------------------ | ----- | ------------------- |
| 15 | Italia (bandiera)  | C     | Pasquale Giannotti  |
| 16 | Italia (bandiera)  | C     | Domenico Franco     |
| 17 | Francia (bandiera) | D     | Allan Blaze         |
| 18 | Marocco (bandiera) | A     | Ismail Achik        |
| 19 | Italia (bandiera)  | A     | Francesco Vivacqua  |
| 20 | Marocco (bandiera) | C     | Mohamed Laaribi     |
| 21 | Italia (bandiera)  | A     | Alessandro Godano   |
| 21 | Nigeria (bandiera) | C     | Theophilus Awua     |
| 22 | Italia (bandiera)  | P     | Emanuele Polverino  |
| 23 | Italia (bandiera)  | D     | Roberto Sabato      |
| 25 | Italia (bandiera)  | D     | Antonio Calvanese   |
|    | Italia (bandiera)  | C     | Francesco Di Giorno |

## Calciomercato

### Sessione estiva(dal 1/7 al 31/8)
| Acquisti | Acquisti            | Acquisti  | Acquisti   |
| R.       | Nome                | da        | Modalità   |
| -------- | ------------------- | --------- | ---------- |
| P        | Luca Savelloni      | Pescara   | definitivo |
| P        | Davide Borsellini   | Udinese   | definitivo |
| D        | Alessandro Minelli  | Inter     | definitivo |
| D        | Roberto Sabato      | Catanzaro | definitivo |
| D        | Rosario Maddaloni   | Palermo   | prestito   |
| C        | Daniele Cipolla     | Sassuolo  | definitivo |
| C        | Francesco Di Giorno | Crotone   | prestito   |
| C        | Pasquale Giannotti  | Crotone   | prestito   |
| C        | Theophilus Awua     | Spezia    | prestito   |

| Cessioni | Cessioni             | Cessioni        | Cessioni              |
| R.       | Nome                 | a               | Modalità              |
| -------- | -------------------- | --------------- | --------------------- |
| P        | Demetrio Cassalia    | Cittanovese     | prestito              |
| P        | Giuseppe De Brasi    | Cavese          | definitivo            |
| P        | Emanuele Polverino   | Juve Stabia     | fine prestito         |
| D        | Giuseppe Cuomo       | Crotone         | fine prestito         |
| D        | Francesco Pambianchi | Catanzaro       | definitivo            |
| D        | Pasquale Porcaro     | Messina         | definitivo            |
| D        | Paride Marchio       | Morrone Cosenza | definitivo            |
| C        | Matteo Boscaglia     | Troina          | risoluzione contratto |
| A        | Michel Ferreira      | Troina          | risoluzione contratto |
| A        | Giovanni Ricciardo   | Cesena          | definitivo            |

## Risultati

### Serie C

#### Girone di andata
| Arbitro: | Chindemi (Viterbo) |

|           |           |                                     |
| 32’ Tazza | Marcatori | Franco 13’ Awua 20’ Rossini 60’ 80’ |

| Arbitro: | Cipriani (Empoli) |

|               |           |  |
| Gigliotti 85’ | Marcatori |  |

| Arbitro: | Feliciani (Teramo) |

|  |           |             |
|  | Marcatori | 57’ Rossini |

| Arbitro: | Maranesi (Ciampino) |

|          |           |                          |
| Awua 31’ | Marcatori | 13’ Manneh 83’ Silvestri |

| Arbitro: | Natilla (Molfetta) |

|                      |           |              |
| Carlini 19’ Calò 83’ | Marcatori | 37’ Vivacqua |

| Rende 14 ottobre 2018, ore CEST 6ª giornata | Rende | – | Potenza | Stadio Marco Lorenzon |

| Siracusa 17 ottobre 2018, ore CEST 7ª giornata | Siracusa | – | Rende | Stadio Nicola De Simone |

| Rende 21 ottobre 2018, ore CEST 8ª giornata | Rende | – | Bisceglie | Stadio Marco Lorenzon |

| Francavilla Fontana 28 ottobre 2018, ore CEST 9ª giornata | Virtus Francavilla | – | Rende | Stadio Franco Fanuzzi |

| Rende 4 novembre 2018, ore CET 10ª giornata | Rende | – | Reggina | Stadio Marco Lorenzon |

| Lentini 11 novembre 2018, ore CET 11ª giornata | Sicula Leonzio | – | Rende | Stadio Angelino Nobile |

| Rende 18 novembre 2018, ore CET 12ª giornata | Rende | – | Vibonese | Stadio Marco Lorenzon |

| Cava de' Tirreni 25 novembre 2018, ore CET 13ª giornata | Cavese | – | Rende | Stadio Simonetta Lamberti |

| Rende 2 dicembre 2018, ore CET 14ª giornata | Rende | – | Casertana | Stadio Marco Lorenzon |

| Matera 9 dicembre 2018 | Matera | – | Rende | Stadio XXI Settembre-Franco Salerno |

| Rende 12 dicembre 2018, ore CET 16ª giornata | Rende | – | Rieti | Stadio Marco Lorenzon |

| Trapani 16 dicembre 2018 17ª giornata | Trapani | – | Rende |  |

| Rende 23 dicembre 2018, ore CET 18ª giornata | Rende | – | Viterbese Castrense | Stadio Marco Lorenzon |

| 26 dicembre 2018, ore CET 19ª giornata riposo |  | – |  |  |

### Coppa Italia
| Arbitro: | Nicolo' Cipriani (Empoli) |

|             |           |  |
| 58’ Palermo | Marcatori |  |

### Coppa Italia Serie C

#### Fase a eliminazione diretta
| Arbitro: | Cosso (Reggio Calabria) |

|                                          |           |             |
| Posocco 1’ Fischnaller 105’ Iuliano 118’ | Marcatori | 25’ Laaribi |

## Statistiche

### Statistiche di squadra
| Competizione         | Punti         | In casa | In casa | In casa | In casa | In casa | In casa | In trasferta | In trasferta | In trasferta | In trasferta | In trasferta | In trasferta | Totale | Totale | Totale | Totale | Totale | Totale | DR |
| Competizione         | Punti         | G       | V       | N       | P       | Gf      | Gs      | G            | V            | N            | P            | Gf           | Gs           | G      | V      | N      | P      | Gf     | Gs     | DR |
| -------------------- | ------------- | ------- | ------- | ------- | ------- | ------- | ------- | ------------ | ------------ | ------------ | ------------ | ------------ | ------------ | ------ | ------ | ------ | ------ | ------ | ------ | -- |
| Serie C              | 47(-1)        | 18      | 7       | 2       | 9       | 24      | 24      | 18           | 7            | 4            | 7            | 22           | 21           | 36     | 14     | 6      | 16     | 46     | 45     | +1 |
| Coppa Italia         | secondo turno | 0       |         | 0       | 0       | 0       | 0       | 1            | 0            | 0            | 1            | 0            | 1            | 1      | 0      | 0      | 1      | 0      | 1      | -1 |
| Coppa Italia Serie C | primo turno   | -       | -       | -       | -       | -       | -       | 1            | -            | -            | 1            | 1            | 3            | 1      | -      | -      | 1      | 1      | 3      | -2 |
| Totale               | 47            | 18      | 7       | 2       | 9       | 24      | 24      | 20           | 7            | 4            | 9            | 23           | 25           | 38     | 14     | 6      | 18     | 47     | 49     | -2 |

### Andamento in campionato
| Giornata  | 1 | 2 | 3 | 4 | 5 | 6 | 7 | 8 | 9 | 10 | 11 | 12 | 13 | 14 | 15 | 16 | 17 | 18 | 19 | 20 | 21 | 22 | 23 | 24 | 25 | 26 | 27 | 28 | 29 | 30 | 31 | 32 | 33 | 34 | 35 | 36 | 37 | 38 |
| --------- | - | - | - | - | - | - | - | - | - | -- | -- | -- | -- | -- | -- | -- | -- | -- | -- | -- | -- | -- | -- | -- | -- | -- | -- | -- | -- | -- | -- | -- | -- | -- | -- | -- | -- | -- |
| Luogo     |   |   |   |   |   |   |   |   |   |    |    |    |    |    |    |    |    |    |    |    |    |    |    |    |    |    |    |    |    |    |    |    |    |    |    |    |    |    |
| Risultato |   |   |   |   |   |   |   |   |   |    |    |    |    |    |    |    |    |    |    |    |    |    |    |    |    |    |    |    |    |    |    |    |    |    |    |    |    |    |
| Posizione |   |   |   |   |   |   |   |   |   |    |    |    |    |    |    |    |    |    |    |    |    |    |    |    |    |    |    |    |    |    |    |    |    |    |    |    |    |    |

Legenda:

Luogo: C = Casa; T = Trasferta. Risultato: V = Vittoria; N = Pareggio; P = Sconfitta.

### Statistiche dei giocatori
| Giocatore     | Serie C  | Serie C | Serie C     | Serie C    | Coppa Italia | Coppa Italia | Coppa Italia | Coppa Italia | Coppa Italia Serie C | Coppa Italia Serie C | Coppa Italia Serie C | Coppa Italia Serie C | Totale   | Totale | Totale      | Totale     |
| Giocatore     | Presenze | Reti    | Ammonizioni | Espulsioni | Presenze     | Reti         | Ammonizioni  | Espulsioni   | Presenze             | Reti                 | Ammonizioni          | Espulsioni           | Presenze | Reti   | Ammonizioni | Espulsioni |
| ------------- | -------- | ------- | ----------- | ---------- | ------------ | ------------ | ------------ | ------------ | -------------------- | -------------------- | -------------------- | -------------------- | -------- | ------ | ----------- | ---------- |
| I. Achik      | 0        | 0       | 0           | 0          | 1            | 0            | 0            | 0            | 0                    | 0                    | 0                    | 0                    | 1        | 0      | 0           | 0          |
| T. Awua       | 0        | 0       | 0           | 0          | 1            | 0            | 0            | 0            | 0                    | 0                    | 0                    | 0                    | 1        | 0      | 0           | 0          |
| A. Blaze      | 0        | 0       | 0           | 0          | 1            | 0            | 0            | 0            | 0                    | 0                    | 0                    | 0                    | 1        | 0      | 0           | 0          |
| D. Borsellini | 0        | 0       | 0           | 0          | 0            | 0            | 0            | 0            | 0                    | 0                    | 0                    | 0                    |          |        |             |            |
| M. Boscaglia  | 0        | 0       | 0           | 0          | 0            | 0            | 0            | 0            | 0                    | 0                    | 0                    | 0                    | 0        | 0      | 0           | 0          |
| A. Calvanese  | 0        | 0       | 0           | 0          | 0            | 0            | 0            | 0            | 0                    | 0                    | 0                    | 0                    | 0        | 0      | 0           | 0          |
| D. Cassalia   | 0        | 0       | 0           | 0          | 0            | 0            | 0            | 0            | 0                    | 0                    | 0                    | 0                    | 0        | 0      | 0           | 0          |
| A. Coppola    | 0        | 0       | 0           | 0          | 0            | 0            | 0            | 0            | 0                    | 0                    | 0                    | 0                    | 0        | 0      | 0           | 0          |
| G. Cuomo      | 0        | 0       | 0           | 0          | 0            | 0            | 0            | 0            | 0                    | 0                    | 0                    | 0                    | 0        | 0      | 0           | 0          |
| G. De Brasi   | 0        | 0       | 0           | 0          | 0            | 0            | 0            | 0            | 0                    | 0                    | 0                    | 0                    | 0        | 0      | 0           | 0          |
| F. Felleca    | 0        | 0       | 0           | 0          | 0            | 0            | 0            | 0            | 0                    | 0                    | 0                    | 0                    | 0        | 0      | 0           | 0          |
| M. Ferreira   | 0        | 0       | 0           | 0          | 0            | 0            | 0            | 0            | 0                    | 0                    | 0                    | 0                    | 0        | 0      | 0           | 0          |
| D. Franco     | 0        | 0       | 0           | 0          | 1            | 0            | 0            | 0            | 0                    | 0                    | 0                    | 0                    | 1        | 0      | 0           | 0          |
| G. Germinio   | 0        | 0       | 0           | 0          | 1            | 0            | 0            | 0            | 0                    | 0                    | 0                    | 0                    | 1        | 0      | 0           | 0          |
| D. Gigliotti  | 0        | 0       | 0           | 0          | 0            | 0            | 0            | 0            | 0                    | 0                    | 0                    | 0                    | 0        | 0      | 0           | 0          |
| A. Godano     | 0        | 0       | 0           | 0          | 0            | 0            | 0            | 0            | 0                    | 0                    | 0                    | 0                    | 0        | 0      | 0           | 0          |
| G. Goretta    | 0        | 0       | 0           | 0          | 1            | 0            | 0            | 0            | 0                    | 0                    | 0                    | 0                    | 1        | 0      | 0           | 0          |
| M. Laaribi    | 0        | 0       | 0           | 0          | 1            | 0            | 0            | 0            | 0                    | 0                    | 0                    | 0                    | 1        | 0      | 0           | 0          |
| P. Marchio    | 0        | 0       | 0           | 0          | 0            | 0            | 0            | 0            | 0                    | 0                    | 0                    | 0                    | 0        | 0      | 0           | 0          |
| A. Minelli    | 0        | 0       | 0           | 0          | 1            | 0            | 0            | 0            | 0                    | 0                    | 0                    | 0                    | 1        | 0      | 0           | 0          |
| G. Novello    | 0        | 0       | 0           | 0          | 0            | 0            | 0            | 0            | 0                    | 0                    | 0                    | 0                    | 0        | 0      | 0           | 0          |
| G. Piromallo  | 0        | 0       | 0           | 0          | 0            | 0            | 0            | 0            | 0                    | 0                    | 0                    | 0                    | 0        | 0      | 0           | 0          |
| E. Polverino  | 0        | 0       | 0           | 0          | 0            | 0            | 0            | 0            | 0                    | 0                    | 0                    | 0                    | 0        | 0      | 0           | 0          |
| P. Porcaro    | 0        | 0       | 0           | 0          | 0            | 0            | 0            | 0            | 0                    | 0                    | 0                    | 0                    | 0        | 0      | 0           | 0          |
| G. Ricciardo  | 0        | 0       | 0           | 0          | 0            | 0            | 0            | 0            | 0                    | 0                    | 0                    | 0                    | 0        | 0      | 0           | 0          |
| R. Rossini    | 0        | 0       | 0           | 0          | 1            | 0            | 0            | 0            | 0                    | 0                    | 0                    | 0                    | 1        | 0      | 0           | 0          |
| R. Sabato     | 0        | 0       | 0           | 0          | 0            | 0            | 0            | 0            | 0                    | 0                    | 0                    | 0                    | 0        | 0      | 0           | 0          |
| M. Sanzone    | 0        | 0       | 0           | 0          | 1            | 0            | 0            | 0            | 0                    | 0                    | 0                    | 0                    | 1        | 0      | 0           | 0          |
| L. Savelloni  | 0        | 0       | 0           | 0          | 1            | -1           | 0            | 0            | 0                    | 0                    | 0                    | 0                    | 1        | -1     | 0           | 0          |
| O. Viteritti  | 0        | 0       | 0           | 0          | 1            | 0            | 0            | 0            | 0                    | 0                    | 0                    | 0                    | 1        | 0      | 0           | 0          |
| F. Vivacqua   | 0        | 0       | 0           | 0          | 1            | 0            | 0            | 0            | 0                    | 0                    | 0                    | 0                    | 1        | 0      | 0           | 0          |